# یواس‌اس سمپسون (دی‌دی-۶۳)
یواس‌اس سمپسون (دی‌دی-۶۳) (به انگلیسی: USS Sampson (DD-63)) یک کشتی بود که طول آن ۹۶٫۱ متر (۳۱۵ فوت) بود. این کشتی در سال ۱۹۱۶ ساخته شد.